# Piezogaster calcarator
Piezogaster calcarator är en insektsart som först beskrevs av Fabricius 1803.  Piezogaster calcarator ingår i släktet Piezogaster och familjen bredkantskinnbaggar. Inga underarter finns listade i Catalogue of Life.